# Dainippon Screen
Dainippon Screen Mfg. Co., Ltd. (大日本スクリーン製造株式会社?) é uma companhia de eletrônica e semicondutores japonesa, sediado em Kyoto.

## História
A Dainipon Screen foi estabelecida em 1943.